# In the First Degree
In the First Degree è un film muto del 1927 diretto da Phil Rosen e interpretato da Alice Calhoun, Bryant Washburn e Gayne Whitman.

## Trama
Philip Stanwood, un ricco speculatore, vorrebbe sposare Barbara, la figlia di James Hurd, il suo socio in affari. Ma la ragazza lo respinge e lui, allora, chiede aiuto a Hurd. Quest'ultimo si rifiuta di costringere la figlia a un passo non gradito ma, quando si trova davanti alla rovina finanziaria, Hurd cede e chiede a Barbara di accettare la proposta di matrimonio di Stanwood.
Mentre i preparativi per il matrimonio vanno avanti, John Pendleton, il segretario di Hurd che ama senza grandi speranze Barbara, viene incaricato di andare a prelevare una preziosa collana e Hard lo fornisce di una pistola per proteggersi. La sera del fidanzamento, in casa si presenta Gladys, l'ex amante di Stanwood. Durante una scenata in cui lo accusa e lo minaccia, la donna spara, uccidendo accidentalmente Hurd. Dell'omicidio viene incolpato l'innocente Pendleton che viene trovato sulla scena del delitto munito di pistola. Messo sotto processo, viene condannato a morte. Suo fratello Jerry, per tentare di scagionarlo, si mette a seguire Stanwood. Durante un inseguimento, l'uomo d'affari va fuori strada, restando ucciso. Gladys, coinvolta anche lei nell'incidente, prima di morire confessa di essere stata lei a colpire Hurd.
Jerry riesce a fermare l'esecuzione: il fratello e Barbara ora possono finalmente iniziare una nuova vita felice insieme.

## Produzione
Il film fu prodotto dalla Sterling Pictures.

## Distribuzione
Il copyright del film, richiesto dalla Sterling Pictures Distributing Corp., fu registrato il 21 aprile 1927 con il numero LP23889.
Il film uscì nelle sale cinematografiche statunitensi il 15 aprile 1927.